# Kamalapati Tripathi
Pandit Kamalapati (Kamlapati) Tripathi (Hindi: कमलापति त्रिपाठी; * 3. September 1905 in Benares, Fürstenstaat Benares, Britisch-Indien; † 8. Oktober 1990 in Varanasi, Uttar Pradesh) war ein indischer Politiker des Indischen Nationalkongresses (INC), der unter anderem von 1971 bis 1973 Chief Minister von Uttar Pradesh war. Er war im Kabinett Indira Gandhi II (1973 bis 1977) sowie im Kabinett Indira Gandhi III (1980) Unionsminister. Ferner war er zwischen 1973 und 1980 sowie erneut von 1985 bis 1986 Mitglied der Rajya Sabha, des Oberhauses des Parlaments (Bhāratīya Sansad), und gehörte ferner von 1980 bis 1984 als Mitglied der Lok Sabha an, dem Unterhaus des Parlaments.

## Leben

### Abgeordneter, Minister und Chief Minister in Uttar Pradesh
Pandit Kamalapati Tripathi, Sohn von Narayan Pati Tripathi, nahm an der Kampagne der Nichtkooperation teil, die von Mahatma Gandhi und dem Indischen Nationalkongress ausging und vom Herbst 1920 bis zum Februar 1922 stattfand. Er war auch ein aktiver Teilnehmer am Salzmarsch, eine Kampagne Mahatma Gandhis im Jahr 1930, die das Salzmonopol der Briten brechen sollte. Er wurde bereits 1937 Mitglied der Legislativversammlung (Legislative Assembly) der United Provinces of Agra and Oudh und engagierte sich in der Quit-India-Bewegung. Nach der Unabhängigkeit Indiens vom Vereinigten Königreich am 15. August 1947 war er von 1947 bis 1973 Mitglied der Legislativversammlung (Vidhan Sabha) von Uttar Pradesh, des Unterhauses des Parlaments dieses Bundesstaates. Er war zugleich zwischen 1947 und 1950 Mitglied der Verfassunggebenden Versammlung (Constituent Assembly). In den Kabinetten der Chief Minister Govind Ballabh Pant (1952 bis 1954), Sampurnanand (1954 bis 1960), Chandra Bhanu Gupta (1962 bis 1963) und Sucheta Kriplani (1963 bis 1964) bekleidete er verschiedene Ministerämter in der Regierung von Uttar Pradesh. Darüber hinaus fungierte er in der dritten Regierung von Chief Minister Chandra Bhanu Gupta von 1969 bis 1970 als stellvertretender Chief Minister des Bundesstaates.
Als Nachfolger von Tribhuvan Narain Singh wurde Tripathi am 4. April 1971 schließlich selbst Chief Minister von Uttar Pradesh und bekleidete dieses Amt bis zum 11. Juni 1973, woraufhin eine Präsidialregierung (President’s rule) zur Verwaltung des Bundesstaates eingerichtet wurde.

### Unionsminister, Mitglied von Rajya Sabha und Lok Sabha
Im Kabinett Indira Gandhi II wurde Tripathi als Nachfolger von Raj Bahadur am 8. November 1973 zunächst Minister für Transport und Schifffahrt und bekleidete dieses bis zu seiner Ablösung durch Uma Shankar Dikshit am 10. Februar 1975. Er übernahm zudem bereits am 3. Januar 1975 von Lalit Narayan Mishra das Amt als Eisenbahnminister, welches er bis zum Ende der Amtszeit von Premierminister Indira Gandhi am 24. März 1977 innehatte. Während dieser Zeit wurde er zudem als Vertreter von Uttar Pradesh am 11. Dezember 1973 Mitglied der Rajya Sabha, des Oberhauses des Parlaments (Bhāratīya Sansad), und gehörte dieser nach seiner Wiederwahl am 3. April 1978 bis zum 8. Januar 1980 an. In der Rajya Sabha fungierte er zudem zwischen März 1977 und Januar 1980 als Oppositionsführer (Leader of the Opposition), nachdem der seit der Unabhängigkeit regierende Indische Nationalkongress bei der Parlamentswahl vom 16. bis 20. März 1977 eine deutliche Niederlage erlitten hatte.
Bei der darauf folgenden Parlamentswahl am 3. und 6. Januar 1980 wurde Kamalapati Tripathi, der auch Doktor der Literaturwissenschaften war, für den INC im Wahlkreis Varanasi zum Mitglied der Lok Sabha gewählt, des Unterhauses des Parlaments, und gehörte dieser in der siebten Wahlperiode bis Dezember 1984 an. Nach dem Wahlsieg der Kongresspartei übernahm er im Kabinett Indira Gandhi III am 14. Januar 1980 erneut das Amt des Eisenbahnministers und hatte dieses bis zum 12. November 1980 inne, woraufhin Kedar Pandey ihn ablöste. Zuletzt war zwischen 1983 und dem 12. November 1986 erster und zugleich einziger Exekutivpräsident des Indischen Nationalkongresses.
Aus seiner Ehe mit Laxmi Tripathi gingen drei Söhne und zwei Töchter hervor.

## Veröffentlichungen
- Freedom movement and afterwards, Vishwavidyalaya Prakashan, Varanasi 1989, ISBN 978-81-7124-041-8

posthum:
- Gandhi and humanity, Atlantic Publishers & Distributors, Neu-Delhi 1993, ISBN 978-81-7156-335-7